# Indywidualne Mistrzostwa Europy na Żużlu 2003
Indywidualne Mistrzostwa Europy na Żużlu 2003 – cykl zawodów żużlowych, mających wyłonić najlepszych zawodników indywidualnych mistrzostw Europy w sezonie 2003. W finale zwyciężył Polak Krzysztof Kasprzak.

## Finał
- Slaný, 30 sierpnia 2003

| Msc. | Zawodnik               | Kraj     | Pkt   |             |  |
| ---- | ---------------------- | -------- | ----- | ----------- |  |
| 1    | Krzysztof Kasprzak     | Polska   | 12 +3 | (3,2,1,3,3) |  |
| 2    | Sławomir Drabik        | Polska   | 12 +2 | (3,3,2,1,3) |  |
| 3    | Magnus Zetterström     | Szwecja  | 11    | (0,3,3,3,2) |  |
| 4    | Matej Žagar            | Słowenia | 10    | (2,3,1,2,2) |  |
| 5    | Ihor Marko             | Ukraina  | 9     | (2,1,3,3,0) |  |
| 6    | Rafał Szombierski      | Polska   | 9     | (3,3,2,1,0) |  |
| 7    | Charlie Gjedde         | Dania    | 9     | (1,2,1,3,2) |  |
| 8    | Sebastien Tresarrieu   | Francja  | 8     | (0,2,2,1,3) |  |
| 9    | Andrzej Huszcza        | Polska   | 8     | (2,1,d,2,3) |  |
| 10   | Peter I. Karlsson      | Szwecja  | 7     | (3,0,1,2,1) |  |
| 11   | Antonín Šváb           | Czechy   | 6     | (1,2,3,0,0) |  |
| 12   | Krzysztof Jabłoński    | Polska   | 6     | (0,d,3,2,1) |  |
| 13   | Niels Kristian Iversen | Dania    | 6     | (2,1,2,u,1) |  |
| 14   | Richard Wolff          | Czechy   | 3     | (1,0,0,0,2) |  |
| 15   | Attila Stefani         | Węgry    | 3     | (1,1,0,1,d) |  |
| 16   | Andrea Maida           | Włochy   | 1     | (0,0,0,0,1) |  |
|      | rez. Josef Franc       | Czechy   | ns    |             |  |
|      | rez. Norbert Magosi    | Węgry    | ns    |             |  |